# Ішмухаметов Айдар Айратович
Айдар Айратович Ішмухаметов (башк. Айҙар Айрат улы Ишмөхәмәтов; нар. 1 липня 1957, Уфа, Башкирська АРСР, СРСР) — радянський та російський вчений, фахівець в галузі промислової біотехнології, вакцинології та організації фармації. Доктор медичних наук (2001), професор (2003), член-кореспондент РАН (2016).

## Біографія
Народився в родині відомого фізіолога, почесного академіка АН Республіки Башкортостан, професора Айрата Ісмагіловича Ішмухаметова.
У 1980 році закінчив Перший Московський державний медичний університет імені І. М. Сєченова, залишився працювати там же, в 2001 році став завідувачем лабораторією. У 1985 році захищає кандидатську дисертацію, в 2001 році — докторську дисертацію, в 2002 році стає доцентом кафедри організації управління у сфері обігу лікарських засобів, в наступному році — професором.
У 2013 році призначений директором ФДУП «Підприємство з виробництва бактерійних і вірусних препаратів Інституту поліомієліту та вірусних енцефалітів ім. М. П. Чумакова». У 2016 році очолив Федеральний науковий центр досліджень і розробки імунобіологічних препаратів ім. М. П. Чумакова РАН.
У 2016 році обраний член-кореспондентом Російської академії Наук.
Із 2017 року очолює кафедру організації та технології імунобіологічних препаратів Першого МДМУ ім. І. М. Сєченова.
Член Міжнародного вакцинального товариства (ISV)
Одружений, має двох дітей.
Депутат Ради депутатів поселення Московський від партії «Єдина Росія».

## Наукова діяльність
Автор понад 100 наукових праць і статей. У сферу наукових інтересів входить розробка і впровадження в промислове виробництво імунобіологічних препаратів. За час роботи у Федеральному науковому центрі досліджень і розробки імунобіологічних препаратів ім. М. П. Чумакова РАН, під його керівництвом були розроблені і впроваджені у виробництво оральна поліомієлітна вакцина Бі Вак Поліо (1 і 3 тип поліо вірусу) і перша російська інактивована вакцина проти поліомієліту на штамах Себіна.
Деякі роботи

- А. А. Ишмухаметов. Европейская Фармакопея. 8.0- 8.3. Переклад з англ. Том 1 — Общие фармакопейные статьи. Том 2 — Частные фармакопейные статьи. Монография Ремедиум, Москва, 2015 г. 5002 стр. Ж. И. Аладышева, К. С. Давыдова, Ю. Г. Ивасько, О. Ф. Кокорникова, А. А. Литвин и др.;
- А. А. Ишмухаметов. Современные вакцины: технологии разработки и области применения. Монография. ООО «ГРУППА РЕМЕДИУМ», Москва, 2017 г. 344 стр. Е. А. Ткаченко, П. М. Чумаков, А. М. Чумаков и др.
- А. А. Ишмухаметов. Российский фармацевтический рынок. Итоги 2018 г. Монография.  ООО «ГРУППА РЕМЕДИУМ», Москва, 2019 г. 240 стр. , Е. О. Трофимова, А. И. Новиков, Л. П. Зелинская, Ю. А. Прожерина, Е. А.
- А. А. Ишмухаметов. «Валидация в производстве лекарственных средств». Под. Редакцией Береговых В. В. Монография. ООО «ГРУППА РЕМЕДИУМ». Москва, 2019 г. 328 стр. Пятигорская Н. В., Беляев В. В., Аладышева Ж. И., Пятигорский А. М.
- А. А. Ишмухаметов. Национальный календарь профилактических прививок. Современные реалии и перспективы развития           Статья      Ремедиум. Журнал о российском рынке лекарств и медтехники, № 1-2, 2014 г. 7 стр. И. Н. Дьяков;
- А. А .Ишмухаметов. Разработка экспериментально-промышленной технологии производства вакцины для профилактики геморрагической лихорадки с почечным синдромом. Статья Ремедиум. Журнал о российском рынке лекарств и медтехники, № 6, 2015 г. 7 стр. Е. А. Ткаченко, Т. К. Дзагурова, А. А. Синюгина, Н. А. Коротина, П. А. Набатников и др.
- Ishmukhametov AA, Vorovitch MF, Kozlovskaya LI, Romanova LIu, Chernokhaeva LL, , Karganova GG. Genetic description of a tick-borne encephalitis virus strain Sofjin with the longest history as a vaccine strain. Springerplus. 2015 Dec 9;4:761. doi: 10.1186/s40064-015-1561-y. eCollection 2015.
- А. А. Ишмухаметов. Экспериментальные подходы к разработке инактивированной полиовирусной вакцины на основе штаммов Сэбина. Статья. Вакцинопрофилактика т.15, 2016 г. стр. 59-64. 6 стр. А. П. Иванов, Т. Д. Клеблеева, Е. Г. Ипатова, О. Е. Иванова, Л. В. Гмыль
- А. А. Ишмухаметов. Вакцины против полиомиелита: настоящее и будущее.  Статья. В кн. Современные вакцины: технологии разработки и области применения. Глава 4. 2017 г., стр. 81-102. 21 стр. К. Чумаков;
- А. А. Ишмухаметов. Severe hantavirus disease in children. Journal of Clinical Virology. 101. 2018 г. 66-68. 3 стр. Dzagurova T.K., Tkachenko E.A., Balovneva M.V., Klempa B., Detlev H. Kruger.
- А. А. Ишмухаметов. «Руководство по эпидемиологии инфекционных болезней» под редакцией Н. И. Брико, Г. Г. Онищенко, В. И. Покровский, Москва, 2018.  Глава «Геморрагическая лихорадка с почечным синдромом», 2018. том 2, стр.301-326. Ткаченко Е. А., Дзагурова Т. К., Морозов В. Г., Бернштейн А. Д.
- А. А. Ишмухаметов. Состояние поствакцинального иммунитета к вирусу клещевого энцефалита у населения высокоэндемичной территории  в условиях доминирования сибирского подтипа возбудителя. Эпидемиология и вакцинопрофилактика. 2018, 17, 2, стр. 27-36. М. С. Щербинина, С. М. Скрынник, Л. С. Левина, С. Г. Герасимов, Н. Г. Бочкова, А. Н. Лисенков, , В. В. Погодина.
- Ishmukhametov Aidar A. «Protocol of tick-borne encephalitis virus sample preparation for structural studies». Russian international conference on cryo-electron mocroscopy. 2-5 June 2019. Moscow. P. 91-92 . Anton Y. Fedotov, Mikhail F. Vorovitch, Kseniya K. Tuchinskaya, Konstantin V. Grishin, Olga I. Konyushko, Dmitry I. Osolodkin, Alexey M. Egorov.
- Ishmukhametov Aidar A. «Qulity control of tick-bone encephalitis virus samples using TEM and SAXS for XFEL studies». Russian international conference on cryo-electron mocroscopy. 2-5 June 2019. Moscow. P.97-98. Valeriya R. Samygina, Evgeny B. Pichkur, Mikhail F. Vorovitch, Petr V. Konarev, Georgy S. Peters, Dmitry I. Osolodkin, Alexey M. Egorov.
- Ishmukhametov A.A., The Development of Polio Vaccines: the Current Update (Review). Sovremennye tehnologii v medicine 2019; 11(4): 200—215. Siniugina А. А., Chumakov K.M.